# Diplazium ceramicum
Diplazium ceramicum är en majbräkenväxtart som först beskrevs av Friedrich Anton Wilhelm Miquel och som fick sitt nu gällande namn av Carl Frederik Albert Christensen.
Diplazium ceramicum ingår i släktet Diplazium och familjen Athyriaceae. Inga underarter finns listade i Catalogue of Life.